# Parapenia
Parapenia là một chi bọ cánh cứng trong họ 
Elateridae.
Chi này được miêu tả khoa học năm 1982 bởi Suzuki.

## Các loài
Các loài trong chi này gồm:
- Parapenia assamensis Suzuki, 1982
- Parapenia jagemanni Schimmel, 2002
- Parapenia nigroapicalis Suzuki, 1982
- Parapenia rugosicollis Schimmel, 2002
- Parapenia sausai Schimmel, 1998
- Parapenia significata Schimmel, 1998
- Parapenia spicula Schimmel, 2002
- Parapenia taiwana (Miwa, 1930)
- Parapenia thailandica Suzuki, 1982
- Parapenia tonkiensis (Fleutiaux, 1918)
- Parapenia villosa (Fleutiaux, 1936)
- Parapenia wulingshanensis Schimmel, 2006
- Parapenia yunnana Schimmel, 1993